# St-Demet (Plozévet)

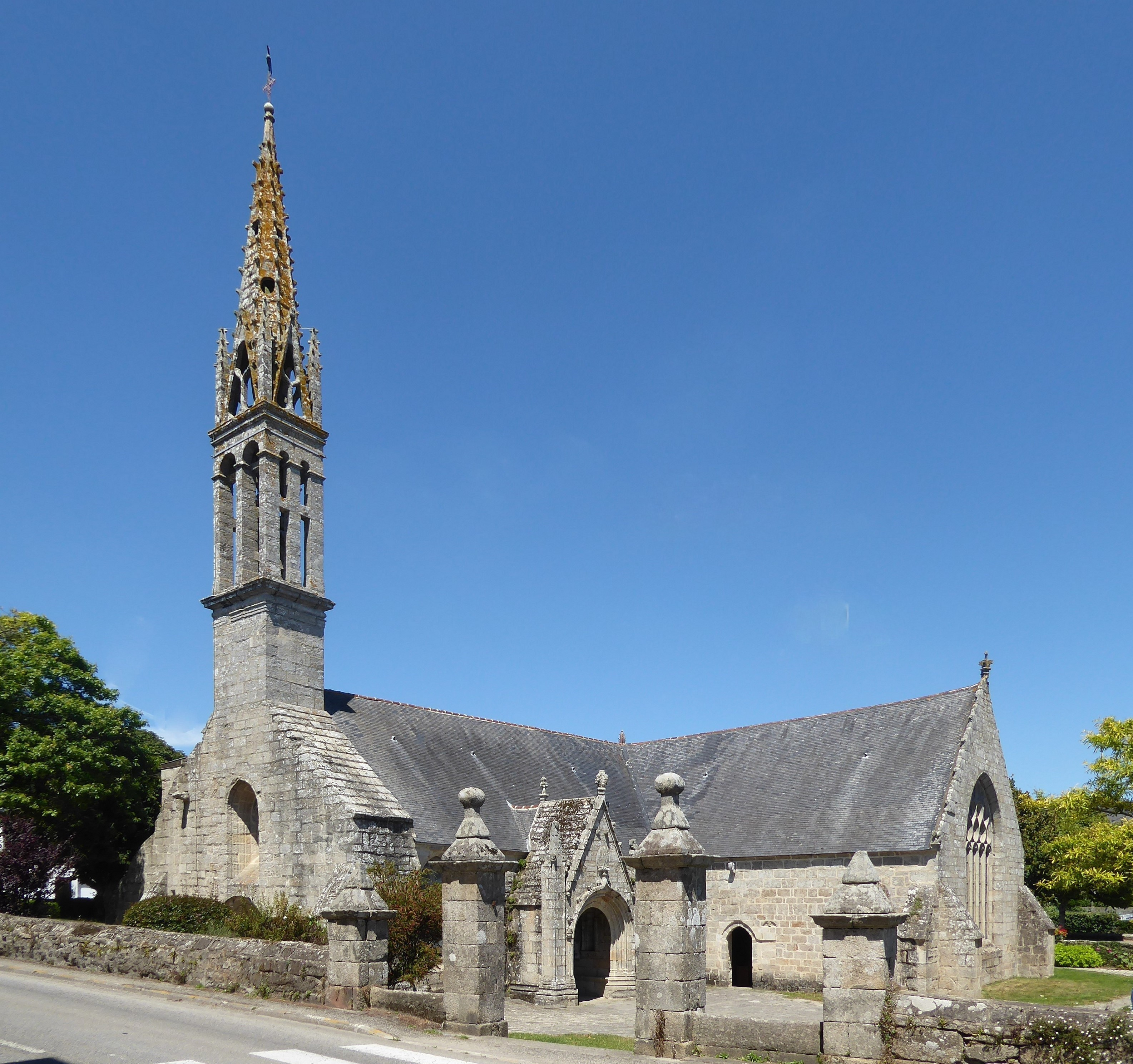
Kirche St-Demet

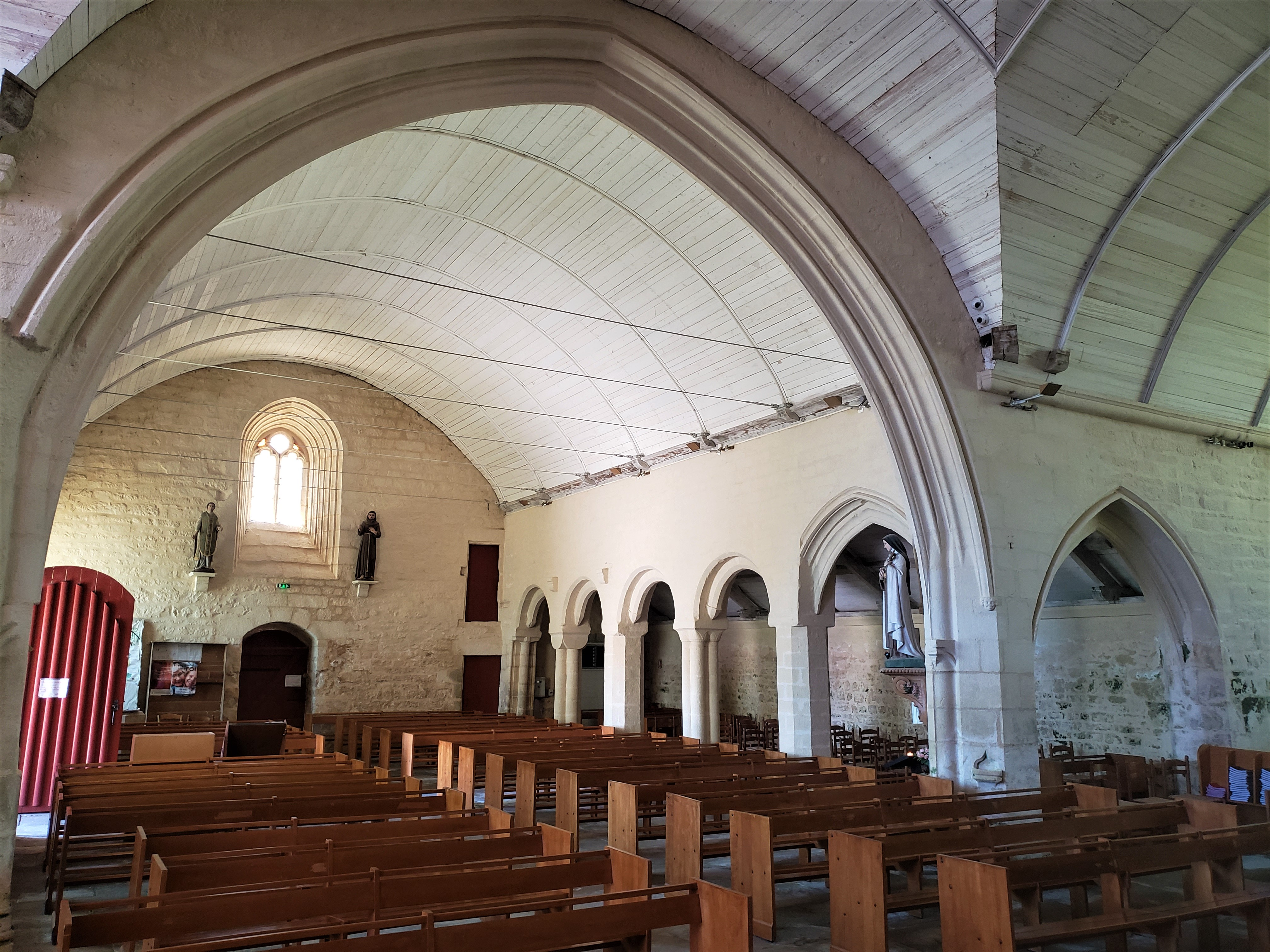
Blick vom Querhaus in das Kirchenschiff

St-Demet ist eine römisch-katholische Pfarrkirche in Plozévet im Département Finistère in der Bretagne. Die Kirche ist seit 1951 als Monument historique eingetragen. Die Kirche ist zu Ehren des heiligen Demet geweiht, der im 4. Jahrhundert in Plozévet als Einsiedler gelebt haben soll.

## Geschichte
Das fünfjochige Langhaus der auf kreuzförmigem Grundriss errichteten Kirche St-Demet geht auf einen romanischen Vorgängerbau der heutigen Kirche aus dem 12. Jahrhundert zurück. Nur auf der Nordseite wurde im 14. Jahrhundert ein Seitenschiff angefügt, das niedriger ist als die Wand des Langhauses. Das Mittelschiff öffnet sich durch einen breiten Vierungsbogen zum Querhaus und dem anschließenden rechteckigen Chorraum. Querhaus und Chor wurden erst im 16. Jahrhundert errichtet und besitzen Fenstermaßwerke im Stil der Flamboyantgotik. Die Westfassade stammt vom Anfang des 15. Jahrhunderts, im  Jahr 1793 wurde der Turm neu errichtet. Die Sakristei trägt die Jahreszahl 1701.
Zur Ausstattung der Kirche gehören die Statuen des heiligen Demet als Bischof, St. Johannes der Täufer, St. Mathurin, St. Corentin, St. Michael, St. Alar, St. Charles und der Jungfrau Maria aus dem 17. Jahrhundert sowie eine Pietà.